# 1927 en Saskatchewan
Chronologie de la Saskatchewan
- 1923
- 1924
- 1925
- 1926
- 1927
- 1928
- 1929
- 1930
- 1931

Cette page concerne des événements d'actualité qui se sont produits durant l'année 1927 dans la province canadienne de la Saskatchewan.

## Politique
- Premier ministre : James Garfield Gardiner
- Chef de l'Opposition :
- Lieutenant-gouverneur : Henri William Newlands
- Législature :

## Naissances

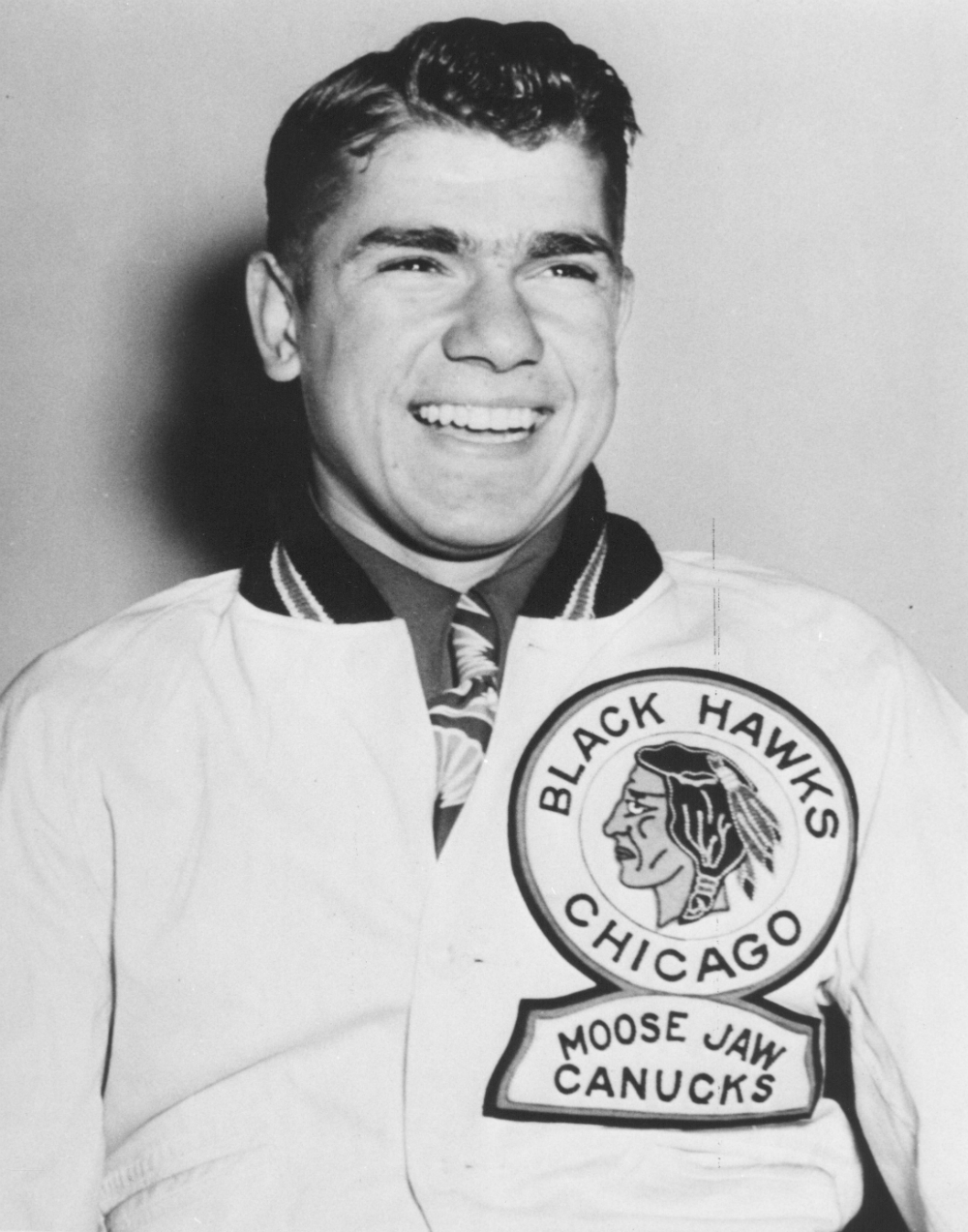
Metro Prystai

- 25 janvier : Ferdinand « Fernie » Charles Flaman (né à Dysart, et mort le 22 juin 2012) est un joueur professionnel de hockey sur glace[1].

- 7 novembre : Dmytro « Metro » Prystai - en ukrainien : Дмитро Пристай - (né à Yorkton, et mort le 8 octobre 2013[2]) est un joueur professionnel de hockey sur glace canadien[3].